# Nesithmysus swezeyi
Nesithmysus swezeyi är en skalbaggsart som beskrevs av Perkins 1927. Nesithmysus swezeyi ingår i släktet Nesithmysus och familjen långhorningar. Inga underarter finns listade i Catalogue of Life.